# 水野亜美
水野 亜美（みずの あみ）は、メディアミックス作品『美少女戦士セーラームーン』に登場する架空の人物。
原作漫画や実写ドラマでは第2話、『Crystal』では第1話、初代テレビアニメでは第8話で初登場。DICエンターテイメントによる北米版の名前は、Amy Anderson（エイミー・アンダーソン）。

## 人物
セーラーマーキュリーに変身する、心優しい天才少女。黒に近い青色のショートボブと青い目を持つ。学習時には眼鏡をかけている。初登場時は区立十番中学校の2年生で、最後は都立十番高校の1年生に進級する。頭脳明晰なセーラー戦士の参謀格で、高性能コンピューターを持つ。
IQ300と噂される全国模試一位常連者。チェスと水泳も得意で、特にチェスはJr.チャンピオンレベルの腕前。知的好奇心が強く、内気で控えめだが思慮深く慎重な性格。いつも参考書や教科書を読んでいる。初登場時は友人もおらずに妬み半分の陰口を叩かれて「自分には勉強しかない」と思っていたが、隣のクラスの月野うさぎとルナとの出会いで明るい性格に変化する。
母親は大学病院の勤務医（実写版での名前は冴子）で、父親は著名な日本画家だが、現在は両親が離婚して母親と2人暮らし（初代テレビアニメではぼかされている）。亜美自身も将来の夢として医者を目指し、初代テレビアニメ第62話ではドイツ留学に誘われた。両親の離婚理由は亜美曰く「何もかも合わなかった」。原作と『Crystal』によると趣味のチェスと水泳は父親から習い、父親の紹介でスポーツクラブの会員制プールに通っている。
初登場時に通っていたクリスタルゼミナールのクリスタルディスクを「勉強は自分の力でやるもの」と使わず、クリスタルゼミナールを運営していたダーク・キングダムの妖魔の洗脳を免れている。「アニメイトカセットコレクション」（無印2）では、幼少時代は後に勉強の虫になるのが信じられないほど物覚えが悪く、英語の辞書を1300ページ以上も「暗記パン」のごとく食べたという過去をカミングアウトしている。
『コードネームはセーラーV』の愛野美奈子の親友・空野ひかるからキャラクターデザインを流用している。モデルとなったのは武内直子の初期短編作品『ミス・レイン』の主人公「倉満れな」と、当時人気アイドルだった「のりピー」こと酒井法子であり、原作で初めて亜美を見たうさぎがコマの外で「ミス・レインかと思った」と呟いている（新装版以降はカットされている）。
原作初期設定では、空野ひかるが電子頭脳を移植されて「空の神カイオス」に変身する予定だった。加速装置をつけたサイボーグで、武内によると原作第一部終盤に腕などがもげて死亡させるつもりだったが、担当のOSABUに止められていた。

### プロフィール
- 年齢：14〜16歳、ラスト22歳（原作）14〜16歳（初代テレビアニメ）14歳、ラスト21歳（実写）
- 誕生日：9月10日
- 誕生石：サファイア（好きな宝石も）
- 星座：乙女座（乙女座の守護星は水星）
- 血液型：A型
- 好きな色：水色
- 好きな食べ物：サンドイッチ（アニメ、実写も含む）、あんみつ
- 苦手な食べ物：はまち（ぶりっこはキライ、の暗喩）
- 好きな教科：数学
- 苦手な教科：なし
- 趣味：読書、チェス、水泳
- 特技：計算
- 苦手なもの：ラブレター
- 将来の夢：医者
- 異名：模試荒らし
- 経歴：港区立十番中学校→都立十番高校

### 原作漫画
初代テレビアニメよりもクールで辛口だが、友達への言動に悩んだりする不器用な性格。初登場時は制服の上にカーディガンを羽織っていた。勉強によって知識を獲得する趣味を持ち、赤点組の月野うさぎ・木野まこと・愛野美奈子には勉強会でスパルタ指導を行っている。ラブレターを見たり触れると、蕁麻疹が出て昏倒してしまう（本人曰く、恥ずかしいからとのこと）。「受験生のお供はカップラーメン」と力説したことがある。両親にしっかりした子と評され、仕事でいつも帰れない母親を寂しく思っている。
初登場時はダーク・キングダム経営の学習塾「クリスタルゼミナール」に通い、変身ペンを筆記用具にしてクリスタルディスクの洗脳を防いでいた。大理石の床でできた「万」では買えない高級マンション（俗に言う億ション）に住んでおり、「伝説の聖剣」の検分では提供したダイヤの指輪を砕かれるが「うちのママはこういうの何個も持ってるから大丈夫」と答えた。司令室に侵入したタキシード仮面との戦いでは、クラウンを巻き込まないように異次元空間を出現させた。
第2部によると耳を澄まして水の流れの音を聞き、ダウジングのように遠くの物を探知する能力を持つ。超能力ダウザーに化けたブラック・ムーン一族のベルチェには邪道呼ばわりされ、テレビ番組でチェス勝負を挑まれた。第3部の美童ゆいことビリユイとの戦いでは無限学園の13階からプールに飛び込み、防犯カメラのレンズをシャープペンシルで砕いて変身した。カオリナイトの呪術でビリユイが復活すると知識欲を利用されて無限学園のメインコンピュータと融合する幻覚に囚われるが、外部太陽系戦士の攻撃で事なきを得た。
第4部では冥王せつなに新たな知識を授けられ、新しい力に目覚める予兆を感じる。アクアショップで熱帯魚（デッド・ムーンのフィッシュ・アイ）を購入。彼氏と遊びながら自分を「勉強ばかりしている変わった子（だからほっといても大丈夫）」と答える母親の幻覚を見せられ、家族と遊ぶことや恋への憧れを呼び起こされるが、ガーディアン・マーキュリーにセーラークリスタルを授けられてパワーアップした。
受験戦争編で唯一アニメ化された『亜美ちゃんの初恋』では、高校受験と高熱に浮かされ、全国模試で同率一位を取った「数理くるめ」にライバル心を燃やして暴走した。
第5部では十番高校に進学するが、シャドウ・ギャラクティカのセーラーアルーミナムセイレーンにセーラークリスタルを抜かれて消滅する。セーラーギャラクシアに操られた状態で復活するが、セーラームーンに倒されて消滅。セーラークリスタルを活性化させたコルドロンの中でうさぎと再会し、数年後のうさぎと衛の結婚式に出席している。

### 初代テレビアニメ
優しく冷静沈着な性格で、理論派のしっかり者。恋愛に奥手な唯一のメンバーで、ややとぼけた天然キャラ。たまに辛辣な指摘をする。初登場時は懐疑心が強く表情も固かったが、月野うさぎと友達になって表情が和らぎ、年相応にはしゃぐようになる。仲間との勉強会では指導役を担当し、初めての仲間との旅行で私物の教科書を読み耽って怒られたが、『スターズ』のOPでは参考書を読むふりをしてアイスクリームを食べている。
初登場時は不思議なエナジーの波動でルナに妖魔と疑われるが、妖魔がエナジーを奪えない不思議な力を見たルナに変身ペンを渡され、初めて変身した。直後に原宿でうさぎと遊んで買い物したり、レイが加入するとクルーズ旅行に誘われた。真面目で知的な性格をルナに信頼されてよく肩に乗せている。最初は「乱暴者」と噂された木野まこと（セーラージュピター）を怖がったが、ルナを可愛がるまことに見とれてからは昼食や登下校などを共にする。まことが恋に落ちると気にしたり、変身後もジュピターに庇われることが多い。友情への想いは人一倍強く、20話ではかつての自分を思わせるペンションの孤独な少女・サキコを気にかけた。
他の内部太陽系戦士とは異なりミーハーな面は少ないが、『劇場版R』で「覗き見なんてダメ」と言いながらレイたちにつられてうさぎと地場衛のキスを覗こうとしたり、うさぎとフィオレが衛を取り合う様子に「衛さんって男の人にもモテるのね」と発言して愛野美奈子に「やだ！亜美ちゃんエッチ！」と言われたり、『スターズ』ではスリーライツのファンクラブに入会したり、星野光の裸をさりげなく凝視したりなど、スケベな一面も見られる。
無印第27話で妖魔七人衆の1体が転生した少年・浦和良に試験の成績を抜かれ、正体を見抜かれて予知能力と恋心を打ち明けられる。亜美の死を予知して苦しんでいた彼に「未来は変えられる」と諭して両想いになるが、彼は遠くに引っ越してしまう（第41話で再会する）。第45話ではDDガールズの愛の幻覚で浦和の幻を見て驚いている。『R』以降は浦和の存在そのものが描かれていないが、『S 』〜『SuperS』の間を描いたSFCゲーム『Another Story』では浦和と連絡を取り合っている。
無印第45話ではDDガールズとの戦いでジュピターが戦死し自暴自棄になったうさぎに「ジュピターの死を無駄にしないで」と諭し、「ここから先は自分より攻撃力の高いあなたたちの力が必要だから」と言って自身が足止めとなり、DDガールズの幻影術の源をポケコンで砕いて力尽きた。スーパー・ベリルとの最終決戦では幻の姿でうさぎに力を貸し、銀水晶の力でダーク・キングダムと戦った記憶をなくして過去の世界に転生した。
『R』で記憶がないままうさぎたちと親しくなり、目の前でセーラームーンが敵に倒されてルナに記憶を返される。ドイツ留学に誘われるが、最終的には仲間と一緒にブラック・ムーン一族と戦うことを優先する。日本チェス界のジュニアチャンピオンで、昔からの知り合いのチェスタワーの館長には友人ができたことを喜ばれた。チェスタワーであやかしの四姉妹のベルチェに勝負を挑まれ、正体を現したベルチェから仲間を命がけで守ってベルチェを改心させる。ドロイドのギワークの力で支配された生徒達にカンニング疑惑を着せられた上に、仲間に中傷される幻覚を見せられて操られかけるが、最後は自ら幻覚を打ち破った。デス・ファントムとの最終決戦の前には、「今までありがとう。もう一度みんなでクラウンのケーキ食べたかったね」と仲間に言って「帰ったらケチケチしないで食べ放題に行こう」と励まされる。
『S』では海王みちるに水泳勝負を挑まれ、手を抜いて勝ちを譲るが本気の勝負を望まれて今度は負けてしまう。その後再戦を挑み、敗北への恐怖に打ち勝ってリベンジを果たした。学生でありながら教官もしている美堂ゆい（ウィッチーズ5のビリユイ）の能力至上主義には「優れた指導者は勉強ができない子の気持ちも分かってあげなくては」と対立、「科学に心はいらない」と信じて自滅したビリユイの最期を見届けた。
『SuperS』ではうさぎの弟・進悟に好意を寄せられ、アマゾン・トリオのタイガーズ・アイによって溺れた進悟を心臓マッサージと人工呼吸によって助ける。
『亜美ちゃんの初恋』は原作漫画の短編のアニメ化作品のため、ラブレターを苦手がったり、前述の浦和への初恋がなかったことになるなど、初代テレビアニメのキャラクターとは矛盾が起きている。また、同作品内で理想の男性を「あの特殊相対性理論のアインシュタイン様」と語っている。
『スターズ』の第177話では、学力テストでスリーライツの大気光と同率一位になるが夢やロマンを否定され、晴れたら教師の天野川ワタルの家でワタル彗星を見るという約束をする。第196話ではセーラースターライツとセーラームーンを庇ってスターシードを抜かれ消滅したが、心を取り戻したギャラクシアにスターシードを返されて復活する。その後、同様に復活した火球王妃と共にキンモク星へ帰還するスターライツを見送る。

### 実写ドラマ版
IQ300の設定は除外され、学校一の秀才ということになっている。内気で少し暗い性格であり、母親と疎遠で、勉強を通してでしか人と繋がれない孤独を感じている。メインとなる回は少ないが、登場人物の中でもさまざまな葛藤を抱えた不安定なキャラクターとして描かれている。初期は内向的な性格がより強調され、常に眼鏡をかけている。
初めて出来た友達である月野うさぎに依存しており、「自分が戦士だから仲良くしている」という疑いも持っている。うさぎの親友である大阪なるに嫉妬して、無理やりうさぎを呼び捨てにしようとしたこともある。
ダーク・キングダム四天王のクンツァイトに心の闇を気に入られて洗脳され、「ダークマーキュリー」にされてしまう。別人のように好戦的でプライドが高くなり、クイン・ベリルやクンツァイトにもふてぶてしい態度を取っている。学校ではクラスメイトを洗脳して取り巻きにしたり、自分の優秀さに強い自信を持つなど、内向的な自分への劣等感を反映したような振る舞いを見せた。
洗脳が解けて元に戻った後は自分に素直になり、比較的積極性を持つようになる。変身前も眼鏡をかけなくなったり、地味だった私服も一転しておしゃれをするようになった。

### ミュージカル版
登場台詞は「愛と知性の戦士、セーラーマーキュリー！」（バンダイ版）。演じた女優によって違いがあるが、初代の森野文子が演じて以来、初代テレビアニメ版後半のようなボケボケしたキャラクターが基本となっている。しかし、四代目の河辺千恵子のような明るく弾けたキャラクターも存在する。
『夢戦士〜愛・永遠に〜』では、デッド・ムーンに洗脳され、不良のようになって「いい子はやめた」という歌を歌う場面があり、実写版のダークマーキュリーの先駆けとも言われた。
2022年「美少女戦士セーラームーン」30周年記念 Musical Festival -Chronicle-
では現在マーキュリー役を務める前川歌音に加えて各回ごとに歴代キャストもゲスト出演し、バンダイ〜ネルケの垣根を超えた歴史的な舞台となった。

### 『Crystal』
第1期と第2期では制服の上にはカーディガンを着用していることが多い。性格が初代テレビアニメに近くなっており（特に第3期）、他の内部太陽系戦士がうさぎを呼び捨てにしていったなかで最後までうさぎを「うさぎちゃん」と呼び続けた。

## セーラーマーキュリー
水星を守護星に持つ水と知性の戦士。初代テレビアニメとバンダイミュージカルでは「愛と知性の戦士」を自称。水と氷の力を操る、頭脳派のスピード戦士。モニター機能搭載のゴーグルを内蔵するピアスと小型パソコン「ポケコン」を持ち、コンピューターを使った調査・分析と作戦考案を得意とする。同じ水属性のセーラーネプチューンとは淡水・氷属性で差別化している。
コスチュームの色は水色。リボンの色はパステルブルー。原作と実写版のコスチュームは肩にプロテクターがないノースリーブタイプ。水滴のような水色の石の3連ピアス、ロングブーツを着用。青系統とロングブーツの服装はセーラームーンに最も近い。
原作
原作第3部と『Crystal』『Eternal』での登場台詞は「水の星！水星を守護にもつ知の戦士！セーラーマーキュリー！」。原作とアニメイトカセットコレクションの決め台詞は「水星に代わって、頭を冷やしてあげる！」。『Crystal』及び『Eternal』での名乗りシーンの背景は水星と桔梗の花。
初代テレビアニメ
決め台詞は「水でもかぶって反省しなさい！」（『Crystal』『Eternal』、ミュージカルでも使用）、名乗りシーンの背景は色とりどりのレース模様。素早いスピードと脚力で敵の隙をつく戦法を得意とする。攻撃技を持たないが「シャボン・スプレー」の氷霧を応用した撹乱技で仲間をサポートした。無印終盤では敵の幻影術の源をポケコンで破壊し、一人も倒さず命を落としたことへの抗議も大きく、『R』からは仲間と遜色ない必殺技を獲得している。第56話の歌舞伎風名乗りは「塾と宿題次々こなし、いつでも読んでる参考書！全国無差別級模擬試験、NO.1はご存知セーラーマーキュリー！」。
実写
決め台詞は「水と知性の戦士、セーラーマーキュリー！水星に代わっておしおきよ！」。必殺技を発動するとティアラの水色の宝石を輝かせる。ハイスピード撮影による水の王冠や飛沫を浮かべる。セーラー戦士1のスピードを持つが、格闘戦では非力な点が目立つ。クンツァイトとの一騎討ちでは歯が立たずに敗れたが、とどめの一撃を地下の水を集めて逃れ、クンツァイトに勇気を認められる。潜在能力は高く、実写オリジナル形態のダークマーキュリーの姿で真の力を発揮している。
備考
セーラーマーキュリーの性質は、主に古来中国の五行思想「水星」と「水」から着想された。
太陽系最内周で天空上の運行が速い水星の英語名「マーキュリー」の語源であるローマ神話の神・メルクリウスは、ギリシャ神話のヘルメスと同一視される俊足の使者である。セーラーマーキュリーのスピード属性はここから取られた。
狡猾な知恵者であるヘルメスは科学の神であり学芸や医学の神とされ、竪琴の発明者でもあることからスーパーセーラーマーキュリーの武器「マーキュリー・ハープ」が取材された。マーキュリーは水銀の英語名だが、球になって転がる性質と揮発性から「速さ」に着目して命名され、水銀から特質が取材された形跡はない。
占星術上の水星は知性とコミュニケーション、好奇心と情報処理能力、神経を司るとされる。亜美の乙女座は水星の支配星。亜美の性格は占星術上の乙女座A型の特徴に近く、慎ましく勤勉でこだわりが強い性格、「我は分析する」や水銀などが共通する。

### パワーアップ形態
スーパーセーラーマーキュリー（原作第4部、初代テレビアニメ『SuperS』、劇場版『Eternal』）
原作ではスーパーセーラームーンの力で、初代テレビアニメではペガサスの力でパワーアップした姿。最強武器「マーキュリー・ハープ」を獲得した。
ハートのブローチ、長く伸びた腰のリボン、肩の透明なフリルが追加され、襟の白線が2本（原作では3本）から1本に減った。初代テレビアニメではこの姿から3連ピアスを着用。
エターナルセーラーマーキュリー（原作第5部）
原作での最終形態。エターナルセーラームーンと同時にパワーアップした。
宝石類は星型に変化。肩の透明な球体、二重スカート、紐状の腰のリボン、白いロングブーツなど、コスチュームはエターナルセーラームーンに類似している。
プリンセス・マーキュリー（原作第4部、劇場版『Eternal』）
新しい聖杯が誕生して変身したプリンセスの姿。水星にセーラープリンセスの城「マリナー・キャッスル」を持つ。
青と水色のマーメイドドレスは魚のひれに似たシースルーのプリーツ入りで、肩紐に3連の石入りの装飾を飾っている。
ダークマーキュリー（実写ドラマ）
実写版中盤に、クンツァイトの誘導でメタリアの闇の力を受け入れた亜美が「ダークパワー・メイクアップ」で変身する。ダークカラーの蝶と黒いレースをたっぷり飾った服が特徴でチェーンベルトも追加された。
氷の剣を作って戦い、戦闘力は格段に向上した。普段の亜美とはまるで別人のように好戦的な性格で、仲間に遠慮して自分を出せない亜美の負の感情を体現した存在。格闘技だけでセーラーヴィーナスを倒して「こんなに弱かったなんて」と言い放ち、セーラームーンの武器も折った。ジュピター、マーズとは戦わないが初期のシナリオ段階では二人を倒している。
実写ドラマ版のオリジナルフォームながら人気だったため、イベントでアニメ調のガレージキットフィギュアが作られた。

### アイテム

#### 変身アイテム
変身ペン（原作第1部、初代テレビアニメ無印、『Crystal』第1期）
ルナに授かった初の変身アイテム。青いペンで、金色のキャップに傾いた楕円のリングを飾っている。原作初期案は空中に回転させている間に変身する設定だった。
初代テレビアニメではキャップに守護星マークが入っており、第10話では異空間を開く能力が描写された。原作では守護星マークはなく、『Crystal』では時計回りに赤・橙・青・緑の印が入っている。
スターパワースティック（原作第2部〜第3部、初代テレビアニメ『R』中期〜『SuperS』初期、『Crystal』）
二番目の変身アイテム。ネイルボトルをイメージした青いステッキで、金の星型のキャップに守護星マーク入りの青い石を飾っている。ネイルスティックとして玩具販売された。
クリスタルチェンジロッド（初代テレビアニメ『SuperS』中期以降）
ペガサスの力でスターパワースティックが変化した、スーパーセーラーマーキュリーの変身アイテム。けん玉に似たピンクのステッキで、守護星マークと竪琴を浮かべた青い水晶玉（クリスタルパワーオーブ）を乗せている。
マーキュリー・クリスタル（原作第4部、劇場版『Eternal』）
守護力精霊（セーラーパワーガーディアン）に授けられたセーラークリスタルで、水色のハートの宝石。スーパーセーラーマーキュリーとエターナルセーラーマーキュリーの変身アイテム。
ジュエリースターブレスレット（実写）
セーラームーンに授かった実写版の変身アイテム。普段は銀のブレスレットで、ネオ・クイーン・セレニティの王冠に似た飾りをつけている。セーラーマーキュリーに変身するとピンクの帯型に変化し、力を使うと水色の宝石が光る。
ダークジュエリースターブレスレット（実写）
クンツァイトの暗黒のエナジーでジュエリースターブレスレットが変化した、ダークマーキュリーの変身アイテム。
ピンクからダークブルーに変色し、宝石も紫色に光る。洗脳が解けた後もブレスレットは変わらず、亜美はショックで森に捨ててしまった。

#### 装備品
ゴーグル（原作、アニメ）
ピアスに触れて出現させるヘッドマウントディスプレイ式の青いゴーグル。高性能コンピューターによるモニター機能を搭載。原作では左耳のピアスにマイクロフォンを装着できる。
ポケットコンピューター（主に初代テレビアニメ）
ルナに授かった電子辞書サイズの高性能小型パソコン。通称「ポケコン」。ゴーグルと組み合わせて使用し、目的地の探索や現象の分析・予測を行う。
水色のマニキュア
変身時につける青いマニキュア。通常は手袋に隠れて見えない。原作初期設定では霧を起こすことができるという設定だった。
ポケベル型通信機（初代テレビアニメ無印）
ルナに授けられたピンクのポケベル型通信機。ビデオ通話のように液晶画面で仲間と通話できる。
通信機（原作第2部以降、初代テレビアニメ『R』・『S』）
ルナに授けられたブレスレット型通信機。カラーは水色。見た目はクリスタルスターのミニチュア版だが、幻の銀水晶の代わりに守護星マークを飾っている。ビデオ通話のように鏡部分の液晶画面で仲間と通話でき、反応があると守護星マークを光らせる。「美少女戦士な通信機」の名前で玩具販売された。
変身携帯テレティアS（実写）
ルナに授けられたセーラー戦士専用のピンクの携帯電話。通信機兼変装アイテムで、撮影・登録した服装に着替えることもできる。

#### 武器
マーキュリー・ハープ（原作第4部、初代テレビアニメ『SuperS』、劇場版『Eternal』）
スーパーセーラーマーキュリーの専用武器で、意思を持つ竪琴。テレビアニメでは守護星マークと竪琴を重ねた紋章から生成する水流製の竪琴。
セーラースタータンバリン（実写）
先端の宝石は水色。豪雨の一点集中を起こす「マーキュリー・アクア・ストーム」を繰り出す。タンバリンを水色に光らせて鳴らし叩くと、星のエネルギーや水色の光の玉を連射する。
マーキュリー・ソード（実写）
水星のパワーを召喚したセーラースタータンバリンが、水を纏って変化する青い青龍刀。
水の剣（実写）
地下の細い水流で青い波紋のロングソードを作り、クンツァイトの攻撃を防いだが長くは持たず、水に戻ってしまう。
ダーク・ソード（実写）
ダークマーキュリーの接近戦用武器。滴り落ちた水流を凍らせて氷の剣を生成する。圧倒的な剣さばきでセーラームーンのムーンライト・スティックを斬り砕いた。
雑誌等ではこれ以外にもハープ、弓と氷柱の矢のような射撃戦用武器の存在が確認されているが、本編では未使用。

### 変身呪文
マーキュリー・パワー！メイクアップ！（原作第1部、初代テレビアニメ無印、実写、『Crystal』第1期）
セーラーマーキュリーの最初の変身呪文。
原作
変身ペンを掲げて叫ぶと、光に包まれて変身する。
初代テレビアニメ
「マーキュリー・パワー！」と叫んで変身ペンのキャップを光らせ、「メイクアップ！」の声でキャップの守護星マークを回転させると、ペンから噴き出した水のリボンを円を描くように振りかけ、スピンしながら体に絡めていく。揺れる水面のエフェクトが入り、弾けた水のリボンがコスチュームに変化。ポーズを決めると光る飛沫が背景に浮き上がる。
『Crystal』
水星のイメージをバックに変身ペンを光らせて手放し、「メイクアップ！」の声で光のマニキュアを塗ってペンをそっと握る。基本動作は初代テレビアニメと同じだが、ペンから噴き出した水の飛沫を浴びて水のブーツでスケートのように滑り、スピンしながら水のレオタードを着る。変身完了時には守護星マークを額に浮かべてティアラをつけ、ポーズを決めると宇宙空間と青く光る水星の地表が背景に浮き上がる。
実写版
人差し指・中指・親指を立てるハンドサインを作り、両手を交差させ「マーキュリー・パワー！」と叫ぶ。ジュエリースターブレスレットを変形させてマニキュアを塗ると、「メイクアップ！」と叫んで頭に手をかざし、黒髪のセミロングを水色のショートヘアにしてピアスを光らせる。ホロスコープの前で水を浴びて着替え、最後に左手で水流を導いてブローチを作り、ハンドサインを額にかざしてティアラを装備。ポーズを決めると、大きな水の王冠と守護星マークが背景に浮き上がる。
マーキュリー・スターパワー！メイクアップ！（原作第2部、初代テレビアニメ『R』、『Crystal』第2期）
スターパワーで強化されたマーキュリーの変身呪文。
初代テレビアニメ
「マーキュリー・スターパワー！」と叫んで光のマニキュアを塗ると、「メイクアップ！」の声で手のひらに飛んできたスターパワースティックを掴み、キャップの守護星マークを回転させる。基本動作はマーキュリー・パワーと同じだが、変身完了時に弾ける泡とレースのエフェクトも追加された。ポーズを決めると守護星マークが背景に浮き上がる。
『Crystal』
変身ペンをスターパワースティックに持ち替えた以外は、マーキュリー・パワーと同じ。
マーキュリー・プラネットパワー！メイクアップ！（原作第3部、『Crystal』第3期）
プラネットパワーで強化されたスーパーセーラーマーキュリーの変身呪文。
原作
変身アイテムを使用せず、手を掲げて呪文を叫ぶと光に包まれる。
『Crystal』
スターパワースティックを使う。スターパワーの演出を受け継いでいるが、ティアラ装着後に三連ピアスが一粒ピアスに弾ける演出も追加された。
マーキュリー・クリスタルパワー！メイクアップ！（原作第4部、初代テレビアニメ『SuperS』、劇場版『Eternal』）
クリスタルパワーで強化されたマーキュリーの変身呪文。
原作
エターナルセーラーマーキュリーの変身呪文。手を掲げて叫び、胸の中のマーキュリー・クリスタルを光らせる。
初代テレビアニメ
スーパーセーラーマーキュリーの変身呪文。マニキュアを塗った手でクリスタルチェンジロッドを握り、「マーキュリー・クリスタルパワー！」の声でクリスタルパワーオーブをロッドに飛ばし、「メイクアップ！」の声でオーブの紋章を回転させる。基本動作はスターパワーから引き継がれ、ポーズを決めると竪琴の紋章が背景に浮き上がる。
『Eternal』
原作と同じ設定だが、守護星マークと竪琴を重ねた紋章に手を掲げ、 「マーキュリー・スターパワー！」と叫んで光のマニキュアを塗り、「メイクアップ！」の声で泡のエフェクトが浮き上がる演出が追加された。基本動作はプラネットパワーから簡略化され、指から噴き出した水を浴びて滑り、スピンの速度はゆっくりとなった。変身完了すると一粒ピアスが三連ピアスに弾け、水面を噴き上げてポーズを取ると竪琴の紋章が背景に浮き上がる。決めポーズ前のジャンプの姿勢が変更された。
ダーク・パワー！メイクアップ！（実写）
ダークジュエリースターブレスレットを光らせ、黒い花びらを散らして黒と青のレースとリボンを作り、ダークマーキュリーに変身する。背景には水星を浮かべた湖面が現れる。
通常の変身と違い、「メイクアップ」の発音は「メーイク、アップ！」と区切るのではなく「メイクアップ！」と一息に言い切り、声のトーンも低くなっている。

### セーラーマーキュリーの必殺技
シャボン・スプレー（初代テレビアニメ）
両手の中で水の玉を作り、大きく振りかぶりながら手を交差させて一気に広げ、水の玉を無数のシャボン玉に破裂させて放り投げると、敵の視界を奪う絶対零度の霧を生み出す。
殺傷能力はゼロに近いが広範囲に効果を及ぼし、ほとんどの敵の攻撃を無効化できる。洗脳された人々を凍らせて動きを止め、水の力で邪悪なエナジーを祓ったり、炎を防ぐバリアや敵を閉じ込める泡を作ったり、不意打ち発射戦法などに活用した。
序盤ではセーラームーンのムーン・ティアラ・アクションと相性がよく、中盤からは仲間の技が効かない強敵を撹乱させた。合体技にも使用し、セーラージュピターのシュープリーム・サンダーと組み合わせることが多い。初代テレビアニメ第17話のような目が良い妖魔には利かず、逆に自分の視界を遮って攻撃を避けられずに負けてしまった。
アクションゲームでは正面にシャボン玉の塊を飛ばしてぶつける技になっている。シャボン玉を作ってから一回転して発射するので隙が大きい。
マーキュリー・アクア・ミスト（実写、原作新装版第1部、『Crystal』）
実写
ジュエリースターブレスレットを光らせ、クルクル回りながら水を集めて両手から水飛沫を発射し、敵を水に変えてしまう。Act.3からは異次元空間の入り口を開く能力も備えている。
『キラリ☆スーパーライブ』では蒸気霧を吹き出す演出がされた。
原作漫画
名前はないが手から霧を発生させる。新装版からマーキュリー・アクア・ミストと名付けられた。
『Crystal』
交差させた手に水を集め、両手を広げて水色の霧を拡散させ、敵を霧に包みこむ。シャボン・スプレーに似ているが攻撃力は高く、火を消すこともできる。
超次元空間現出（原作第一部、『Crystal』）
操られた衛や元基に司令室の存在がバレたため、マーキュリーゴーグルで交戦用の異次元空間を分析・出現させた。
シャイン・アクア・イリュージョン（原作、初代テレビアニメ、実写、『Crystal』全てに登場。実写以外では第2部（『R』）より）
原作
水の刃（新装版・完全版では水の流れ、原画集のカラーイラストでは水の渦）で敵を倒していく。
消火する能力であるが、セーラーマーズを閉じ込めた火の結界は破られなかった。
初代テレビアニメ
マーキュリー最強の技として登場。水面に水の雫を落として水の王冠を作ると、バレエのように舞いながら空中で雫を一塊に集め、勢いよく手で押し出して絶対零度の水と氷の激流を発射する。命中したものを凍らせて砕き、氷の柵を作ることもできる。氷を生み出す効果は『R』第31話で初登場。また、一部のバンクシーンでは雫に輝くエフェクトが追加されている。
劇場版Rではドリル状の水の渦を右手から発射し、大量の敵を吹き飛ばした（この時は相手を凍らせず、放つ水の量も普段よりかなり多い）。
実写
マーキュリーの牽制技で、両手を顔の前で2回交差させ、上げた両腕を左に90度回転させて力を貯め、右手から水と氷の雫のビームを放つ。
威力は比較的低く、凍結効果は無い。Act.48ではメタリア・エンデュミオンの剣に燃え上がる炎を消している。
『Crystal』
集めた水流を両腕で導いてバレエのように舞い、左手で大きな青い激流を押し出して標的にぶつける。
シャイン・スノー・イリュージョン（原作第2部第15話、『Crystal』）
シャイン・アクア・イリュージョンの変形技。雪の結晶が舞う幻影を作って相手の目眩ましに使われた。
『Crystal』
原作と同じポーズで、雪の結晶の吹雪を作って敵を埋もれさせる。
シャボン・スプレー・フリージング（初代テレビアニメ『R』前半）
シャボン・スプレーの強化技。シャボン・スプレーの冷却効果を高め、相手を凍らせて動けなくする技だが、高熱では溶けてしまう。ただし、敵の分身や武器などは凍らせて砕くことができる。
ゲーム
スーパーファミコン版の『R』と『ANOTHER STORY』ではシャボン玉の塊で敵を氷漬けにする。
ダブル・シャボン・スプレー・フリージング（初代テレビアニメ第80話にのみ登場）
シャボン・スプレー・フリージングの二重強化変則技。二重のシャボン玉を無数に作り出し、複数の敵を一度に凍結する。ただし、エナジーの消耗が激しい。
水蜃気楼（原作第3部。初代テレビアニメでは劇場版「亜美ちゃんの初恋」のみ、『Crystal』第3期）
原作
プラネット・パワーで獲得した技で、右手で水流と無数のバブルを起こしてから左手で放つ攻撃。
初代テレビアニメ
『S』のOPにのみ登場し、本編未使用。両腕を交差させて広げ、足元から巨大な水柱を吹き上げて周囲一帯を凍らせる。
劇場版SuperSではスーパーセーラーマーキュリーのパワーアップした新必殺技で、「マーキュリー勝利の方程式」として使用。そっとすくい上げた水の玉を鞠のように弾ませ、側転の要領で再び弾ませて水のリボンにほどき破裂させると、水を帯びた無数の閃光が猛スピードで敵を自動追尾する。命中すると敵を包み込んでドーム型に変形し、液状化して爆発する。敵を追いかけるから、どんな動きの速い敵も逃がさないすごい技だった。
ゲーム
スーパーファミコン版の対戦格闘ゲームでは水の渦巻を投げ飛ばす技。
『ANOTHER STORY』では足元からの水流の波動を振って、その猛烈な一撃で複数の相手を倒す技。
『Crystal』
劇場版SuperSの演出を流用している。
マーキュリー・アクア・ラプソディー（原作第4部、初代テレビアニメ『SuperS』、劇場版『Eternal』）
原作
マーキュリー・ハープの音色から激しい水流を起こす。
初代テレビアニメ
右手のひらに浮かべたマーキュリーの紋章から、渦巻く水を取り出して竪琴に変え、竪琴を奏でて光る水流を作り、水の渦に集めて発射する。凍結効果を発揮する場面は減った。竪琴の音には敵の動きを封じたり、幻惑効果も持つ可能性がある。特にスーパーセーラーマーズの必殺技「マーズ・フレイム・スナイパー」との合体技で頻繁に用いられる。
『Eternal』
初代テレビアニメ版の演出と原作の設定が混ざり、マーキュリー・ハープを抱えてクルっと回ってからハープを弾いて水流を作り、右手を掲げて水の渦を発射する。
ゲーム
スーパーファミコン版の対戦格闘ゲームでは竪琴を奏でて水のエネルギー弾を放つ攻撃。
セガサターン版では大量の猛烈な水のエネルギー弾（プレイステーション版は波状の水流）を相手にぶつけて大ダメージを与えたりする。
マーキュリー・アクア・ストーム（実写のみ）
セーラースタータンバリンを使ったセーラーマーキュリーの専用技。セーラースタータンバリンを鳴らしながら回って水色の光線を放つ。
マーキュリー・アクア・サイクロン（実写のみ）
渦を描く仕草をして力を貯め、手を交差させて水中シャボン玉のビームを放つ。
マーキュリー・アクア・ブリザード（実写のみ）
両手を組んで力を貯め、暴風雪を放って敵を氷漬けにする。
ウォーター・ストリーム（ゲームのみ）
両腕を上げて、二つの水の壁を上方に飛ばす攻撃。
ミラージュ・ウェーブ（アーケードゲームのみ）
アーケードゲームのオリジナル必殺技。「我が守護水星！清き水の星よ！」と念を込め、超低温の波状水流を起こし、周囲の敵を一瞬で氷漬けにする。
シャイン・アクア・カッター（アーケードゲームのみ）
アーケードゲームのオリジナル必殺技。両腕を高く上げ、腰に八つの鋭い水の刃を廻らしている。
クラッシュ・ランチャー（アーケードゲームのみ）
劇場版Rに登場するシャイン・アクア・イリュージョンのように、右手で水流を集めるアクションをイメージした打撃技。
リバース・ブレイク・ステップ（ゲームのみ）
全ての対戦格闘ゲームより現れた技。地面に両手をついて両足を開いた状態で回転し、相手を蹴るような攻撃。
アクア・リボン・アッパー（メガドライブ版ゲームのみ）
昇龍拳から幾つもの大きなシャボン玉を生み出し、多数の相手を倒すのに有効。
ウォーター・ブリット（ゲームのみ）
相手に大ダメージを与える超必殺技。水の青いオーラを纏い、両足から前方斜め上に向かって飛び上がる。
リバーススピンキック（3DOゲームより）
リバース・ブレイク・ステップと同じ技である。

## キャスト
声優
- 久川綾（初代テレビアニメ版）
- 金元寿子（Crystal）

女優
- 浜千咲（実写ドラマ版）
- 森野文子（バンダイミュージカル版・初代）
- 宮川由起子（バンダイミュージカル版・2代目）
- 赤嶺寿乃（バンダイミュージカル版・3代目）
- 伊澤麻璃也(バンダイミュージカル版・4代目)
- 河辺千恵子（バンダイミュージカル版・5代目）
- 若山愛美（バンダイミュージカル版・6代目）
- 松浦雅（ネルケミュージカル版・7代目）
- 小山百代（ネルケミュージカル版・8代目）
- 竹内夢(ネルケミュージカル版・9代目）
- 伊藤理々杏（乃木坂46ミュージカル版・Team MOON）
- 渡辺みり愛（乃木坂46ミュージカル版・Team STAR）
- ココナ / 川村海乃 / 替地桃子（THE SUPER LIVE）※トリプルキャスト
- ココナ / 林祐衣（ショーレストラン SHINING MOON TOKYO）※ダブルキャスト
- 向井葉月（乃木坂46ミュージカル・2019年版）

## 補足
- 初代テレビアニメ版の水野亜美（セーラーマーキュリー）は、アニメ雑誌の『月刊アニメージュ』(徳間書店)の「キャラクターBest10」で、1993年度、1994年度のトータル1位になるほどの人気キャラクターとなった。一方で、漫画版の第1回セーラームーン人気投票では、セーラーマーキュリーが4位で、水野亜美が7位だった。
- 1995年に水野亜美が主役の短編アニメ映画『スペシャルプレゼント 亜美ちゃんの初恋 美少女戦士セーラームーンSuperS 外伝』が、『美少女戦士セーラームーンSuperS セーラー9戦士集結!ブラック・ドリーム・ホールの奇跡』との同時上映という形で公開された。
- アニマックスで2010年8月21日に放送された『ボイスパワー2010〜あなたに響け! あの声、あの歌、あのセリフ〜』にて発表された「アニメ名セリフベスト100」に、セーラーマーキュリーのセリフ「水でも被って反省しなさい!」が第91位にランクインした。
- 初期設定では加速装置付きのサイボーグだったが、担当の要望によりこの設定は没となった。
- ミュージカル版・5代目の亜美役は河辺千恵子で、2000年1月から2002年3月まで担当。後に河辺は、実写ドラマ版に大阪なる役で出演している。